# واپیتی (وایومینگ)
واپیتی (به انگلیسی: Wapiti) یک منطقهٔ مسکونی در ایالات متحده آمریکا است که در شهرستان پارک، وایومینگ واقع شده‌است.